# Enoch Effah
Né le 1er mai 1983 à Melun,Enoch Effah est un boxeur et entrepreneur français. Il est à la tête du groupe  Nokefa. Il dirige des centres de leadership et de remise en forme et intervient auprès d'entreprises, autour de programmes de formation et séminaires.

## Biographie
D’origine ghanéenne, Enoch Effah compte trois titres de champion du monde de boxe française.Fils du boxeur Anthony Effah, Enoch Effah se prédestinait à une carrière de footballeur. En 1999, Enoch est détecté par le centre de formation de Charleroi avec un contrat pro à la clé. Il découvrira la savate à l’issue d’un cours d'initiation en classe de  troisième, puis atterrit dans une salle de boxe française, dans laquelle il connaîtra sa première défaite. Animé par un sentiment revanchard. Enoch s'entraîne dans le but de battre celui lui ayant infligé sa première défaite. Il prend par la suite gout à la boxe française en éveillant sa passion pour la savate.

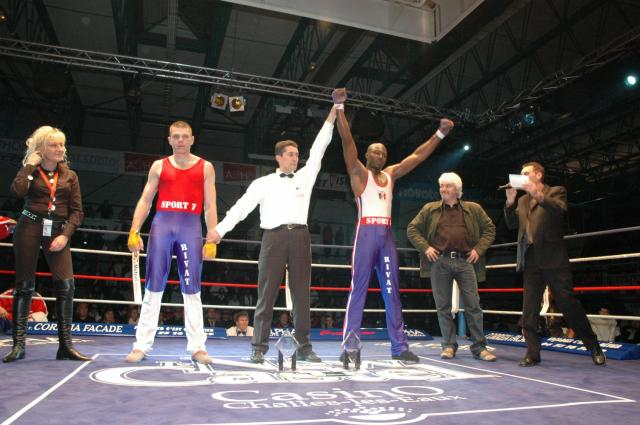
Enoch EFFAH

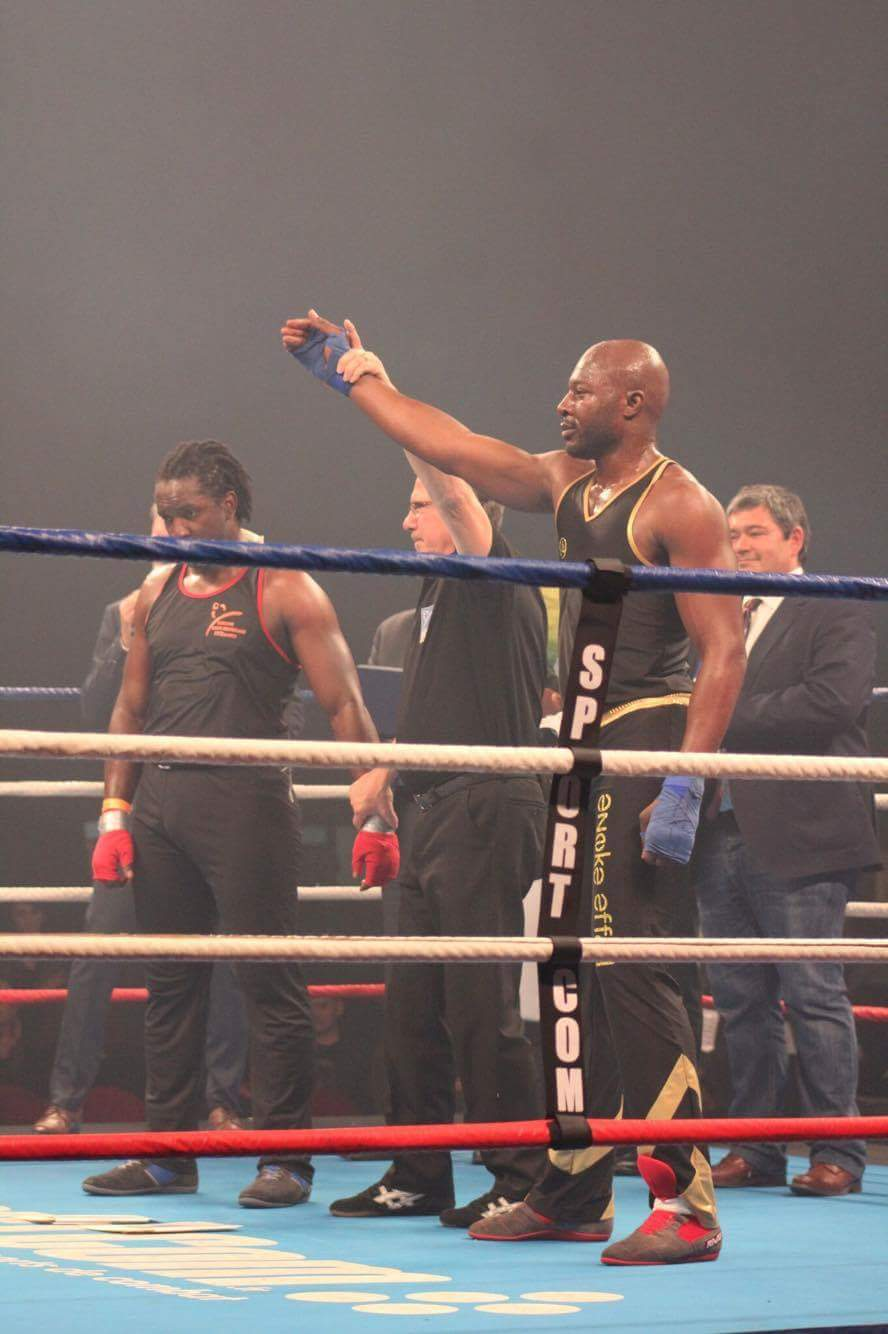
Enoch Effah

Sa première défaite date de 2001, au cours de son premier combat officiel face au vice champion du monde de l’époque, où il est mis KO à la première reprise. Il perdra une seconde fois cette même année lors d’une finale du championnat de France. En 2002, il sera sacré champion de France dans la catégorie espoir. Il sera par la suite surclassé en catégorie Honneur par sa demande.
En 2003, Enoch prendra le titre de champion de France dans la catégorie Honneur. Au cours, de cette même année il entre à Institut national du sport, de l'expertise et de la performance (INSEP).En 2004,il part s'entraîner au Ghana chez les frères Alain et Innocent Zankifo qui le révéleront en tant que Boxeur en lui enseignant la stabilité et la rigueur, qui le conduira au champion du monde de sa spécialité. Il obtiendra son premier titre de champion de France dans la catégorie élite en 2004. Succès qu'il reconduira en 2005.La même année, il décrochera son premier titre de champion du monde face au double champion en titre de l'époque.
En 2006, Enoch  développe la méthode sportive dite « Nokefa ». L’année 2015 marque l’ouverture du centre Nokefa à Chatou.

## Palmarès

### Championnat du monde
- Champion du monde 2008
- Champion du monde 2007
- Champion du monde 2005

### Championnat d'Europe
- Champion d'Europe 2006
- Champion d'Europe 2004

### Championnat de France
- Champion de France 2017
- Champion de France 2007
- Champion de France 2006
- Champion de France 2005
- Champion de France 2004
- Champion de France 2003
- Champion de France 2002